# Бонифације III Палеолог
Бонифације III Палеолог (10. август 1426 – 1494) је био маркиз од Монферата од 1483. до своје смрти.

## Биографија
Бонифације је био син маркиза Јована Јакова и маркизе Јоване Савојске. Наследио је свог брата маркиза Вилијама VIII који је био умешан у рат око Фераре. Када се источни фронт сукоба смирио, маркиз Бонифације III је морао да се суочи са напредовањем војводе од Савоје. Маркиз Бонифације III је потписао мировни уговор, а своју братаницу Бјанку Палеолог је удао за војводу Карла I од Савоје. Војвода Карло I је одређен за наследника маркизата Монтферат у случају да маркиз Бонифације III умре без мушког наследника.
Ова одлука је била подстакнута убиством Сципиона Палеолога, ванбрачног сина маркиза Јована IV од Монтферата који је покушао да освоји престо, у Казале Монферату од стране његовог рођака Лудовика II, маркиза од Салуца, који је такође био претендент за наследство. Маркиз Бонифације III је стао на страну Савојске куће у рату против Салуца 1486. и заузео неколико земаља у Лангхеу које су припадале маркизу Лудовику II.
Бонифације се женио три пута, први пут са Орвијетаном ди Кампофрегосо, ћерком Пјетра Кампофрегоса, дужда Ђенове. Његова друга жена била је Eлена од Броса, ћерка Јована II од Броса. Његов брат маркиз Вилијам VIII ће се касније оженити њеном сестром Бернардом од Броса.
Његова трећа жена била је Марија од Србије, ћерка деспота Стефана Бранковића од Србије. Из последњег брака имао је два сина.
Након његове смрти, маркиза Бонифација III је наследио његов најстарији син Вилијам IX (1486–1518), који је постао маркиз од Монферата између 1494. и 1518. године.
Његов други син Јован Ђорђе (1488–1533) постао је последњи маркиз од Монферата између 1530. и 1533. године.
Маркиз Бонифације III је имао и ванбрачну ћерку Франческу.